# Wing Tai Barrymore
Wing Tai Barrymore (1 mei 1992) is een Amerikaanse freestyleskiër.

## Carrière
Bij zijn wereldbekerdebuut, in maart 2011 in La Plagne, eindigde Barrymore op de dertiende plaats. In december 2011 boekte de Amerikaan in Copper Mountain zijn eerste wereldbekerzege.

## Resultaten

### Wereldbeker
Eindklasseringen
| Seizoen   | Algm | HP    |
| --------- | ---- | ----- |
| 2010/2011 | 123e | 24e   |
| 2011/2012 | 47e  | Brons |
| 2012/2013 | 171e | 36e   |
| 2013/2014 | 241e | 50e   |
| 2014/2015 | 126e | 21e   |
| 2016/2017 | 210e | 36e   |

Wereldbekerzeges
| Datum           | Plaats          | Onderdeel |
| --------------- | --------------- | --------- |
| 9 december 2011 | Copper Mountain | Halfpipe  |